# クリスティーナ・イソラ
クリスティーナ・イソラ（Kristina Isola、1946年1月12日 - ）は、フィンランドのデザイナー。

## 概要
マリメッコの立役者である著名デザイナーマイヤ・イソラの娘。母と一緒にマリメッコで働き、マイヤの引退後は自分でデザインした。

## 盗作問題
マリメッコとフィンエアーは2012年10月から3年間のデザイン提携をしていた。その一環として、2013年5月にクリスティーナの代表作の一つ「メトサンヴァキ（Metsänväki）」柄（2007年発表）を飛行機の機体に大きく塗装、就航した。前年の母マイヤの代表作ウニッコ柄機の就航に続いて2機目だった。しかし5月23日、「フィンランドのデザイン輸出」の新聞記事でメトサンヴァキ柄機の写真を見たヘルシンキの美術愛好家がメトサンヴァキ柄はウクライナのマリア・プリマチェンコの作品「旅中のロッタ」とそっくりであることに気がつき盗作が発覚。フィンエアーは早急に機体を塗り替えるとした。就航から一ヶ月経たずしてのことだった。